# 신금초등학교
신금초등학교는 대한민국 부산광역시 북구에 있는 공립 초등학교이다.

## 학교 연혁
- 1995년 6월 23일: 개교
- 오래전 개교돼 졸업한사람이 많다

## 참고 자료
- 신금초등학교 - 한국교육학술정보원 학교알리미